# Casello idraulico di Follonica
L'ex casello idraulico di Follonica è un edificio situato in via Roma a Follonica, nella provincia di Grosseto, in Toscana.

## Storia
L'edificio è stato costruito tra il 1840 e il 1844, contestualmente allo sviluppo industriale di Follonica voluto dal granduca Leopoldo II di Lorena e alla nascita del primo centro abitato stabile. La progettazione architettonica fu affidata all'ingegnere Odoardo Raffanini e inizialmente la struttura aveva forma quadrata ed era costituita da due piani: al pianoterra il magazzino e la stalla, al piano superiore il quartiere abitativo. Tuttavia varie modifiche vennero effettuate durante e dopo i lavori di costruzione, e nel 1853 l'edificio risultava già ampliato e di forma rettangolare.
Affidato alla Direzione idraulica del bonificamento delle Maremme, il casello ospitava il centro direttivo della bonifica delle basse valli della Pecora e del Cornia. All'interno abitarono per molti anni lo stesso ingegnere Raffanini, responsabile del circondario locale, e l'ingegnere Guglielmo Martelli, responsabile del circondario di Piombino, e ospitò varie volte anche Alessandro Manetti, direttore delle operazioni di bonificamento della Maremma. In seguito l'edificio iniziò a ospitare al piano terra anche l'ufficio postale e telegrafico.
Nel 1906 il Genio civile di Grosseto operò dei sostanziosi restauri all'intera struttura, effettuando modifiche agli accessi principali. Nel corso degli anni trenta, terminata la bonifica del padule di Scarlino, l'attività del casello idraulico cessò e anche gli uffici postali vennero trasferiti nell'adiacente plesso dei magazzini.
Alla fine della seconda guerra mondiale divenne centro culturale-ricreativo e biblioteca. Nel 1979 vi fu un tentativo di demolire l'edificio per costruire la nuova sede dell'ufficio postale, ma tale circostanza venne impedita dall'intervento della Soprintendenza ai monumenti. Divenuto proprietà dell'amministrazione comunale, l'ex casello idraulico venne sottoposto a una serie di restauri tra il 1998 e il 2001 e ospita da allora un centro polivalente per attività sociali e culturali.